# Tropea (Grecia)
Tropea  este un oraș în Grecia în Prefectura Arcadia.